# Saint-Nazaire (Pyrénées-Orientales)
Saint-Nazaire (katalanisch Sant Nazari de Rosselló) ist eine französische Gemeinde mit 2786 Einwohnern (Stand: 1. Januar 2022) im Département Pyrénées-Orientales in der Region Okzitanien. Sie gehört zum Arrondissement Perpignan und ist Teil des Kantons La Côte Sableuse (bis 2015: Kanton Canet-en-Roussillon). Die Einwohner werden Nazairiens genannt.

## Geografie
Saint-Nazaire liegt in der Landschaft Salanque zwischen Perpignan (etwa neun Kilometer westnordwestlich) und der Mittelmeerküste (etwa drei Kilometer östlich). Der Fluss Réart entspringt an der westlichen Gemeindegrenze. Im Osten liegt die Lagune Étang de Canet. Umgeben wird Saint-Nazaire von den Nachbargemeinden Canet-en-Roussillon im Norden und Osten, Alénya im Süden, Saleilles im Westen und Südwesten sowie Cabestany im Westen und Nordwesten.
Die Gemeinde gehört zum Weinbaugebiet Côtes du Roussillon, in dem u. a. der Muscat de Rivesaltes produziert wird.

## Bevölkerungsentwicklung
| 1962 | 1968 | 1975 | 1982 | 1990 | 1999 | 2006 | 2012 |
| ---- | ---- | ---- | ---- | ---- | ---- | ---- | ---- |
| 662  | 706  | 771  | 1189 | 2048 | 2380 | 2319 | 2543 |

## Sehenswürdigkeiten

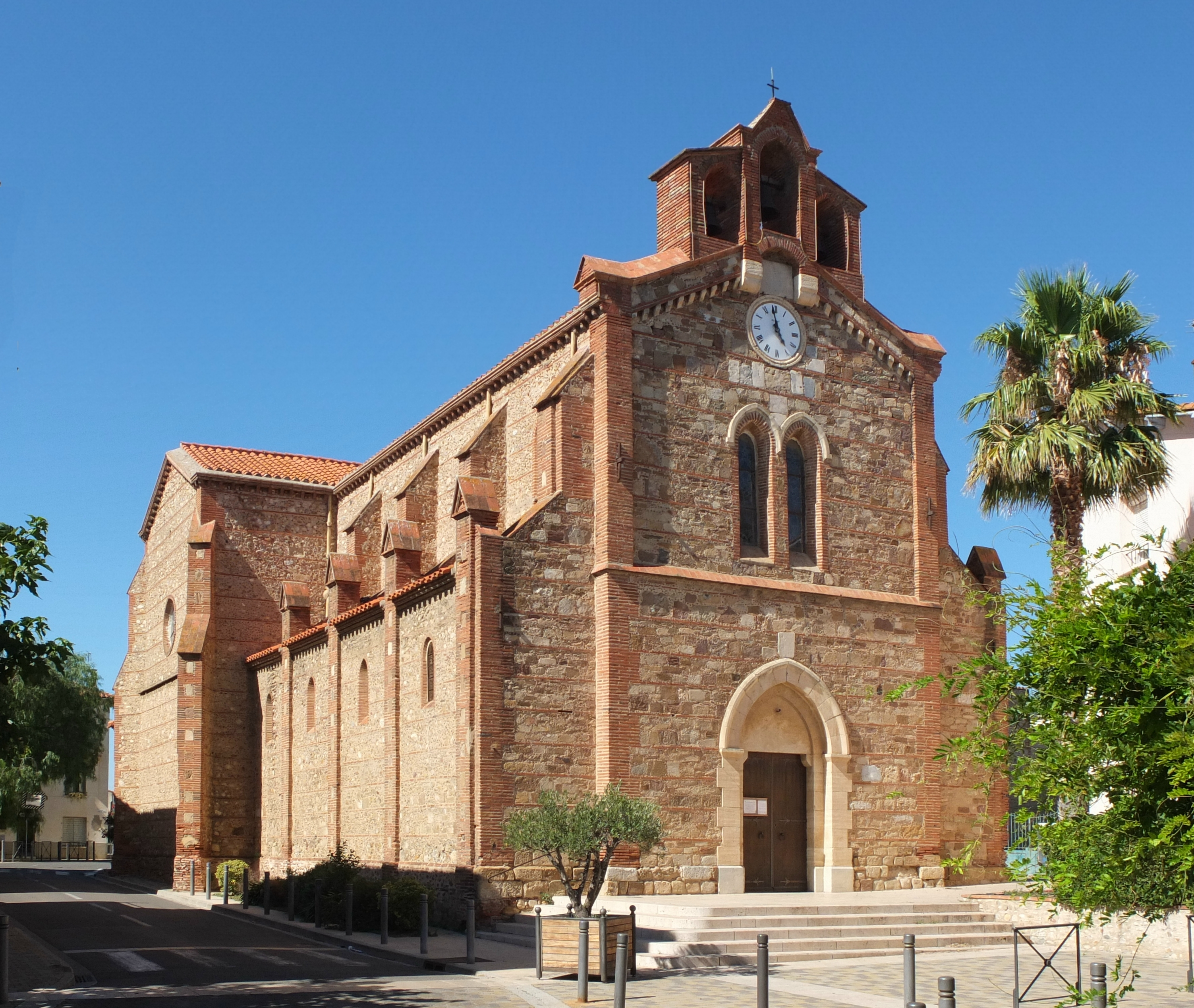
Kirche Saint-Nazaire

- Kirche Saint-Nazaire, Wiedererrichtung aus dem 19. Jahrhundert, Kirchbau erstmals urkundlich erwähnt 899
- Kapelle Notre-Dame-de-l’Arca, 1890 errichtet

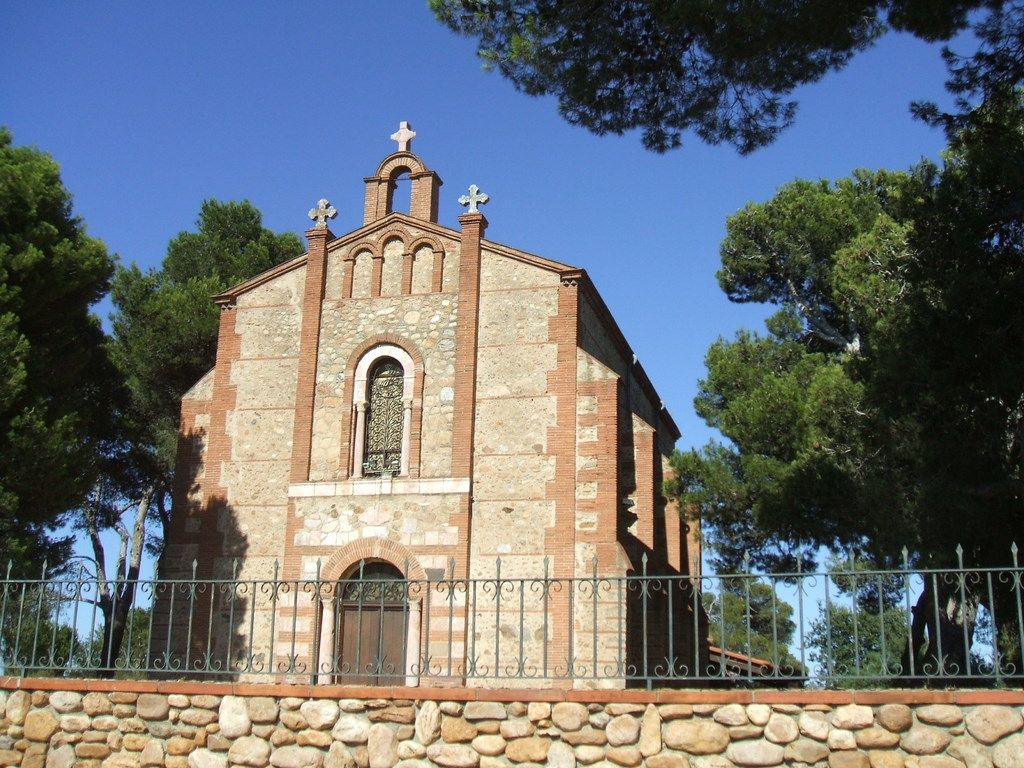
Kapelle Notre-Dame-de-l’Arca